# Paul Ruat
Pour les articles homonymes, voir Ruat.
Paul Ruat, né à Tulette (Drôme) le 15 novembre 1862 et mort à Marseille le 10 décembre 1938, est un libraire, éditeur et félibre français. Il fut le fondateur du Syndicat d'initiative de Marseille et de la Société des excursionnistes marseillais.

## Biographie
Issu d'une famille modeste de la Drôme, il obtient en 1874 le certificat d'études. En 1876, il devient apprenti en librairie à Carpentras. Il est ensuite commis de librairie à Carpentras, puis à Marseille, où il ouvre sa propre librairie en 1883. Avec le rachat de la Librairie de l'Université en 1889, il est à la tête d'une librairie importante, établie d'abord 22 rue de Noailles (devenue plus tard une partie de la Canebière), puis 54 rue Paradis.
Paul Ruat est également l'un des fondateurs de la Chambre syndicale des libraires de France en 1892 ; la même année, il devient président-fondateur du Syndicat des libraires de la région de Marseille. 
Le centre d'intérêt constant de Paul Ruat lui a été transmis par son père : l'amour de la Provence avec une passion de la randonnée, activité indispensable dans le tourisme qui débute. Entre 1892 et 1901, Paul Ruat publie une dizaine de brochures contenant chacune les renseignements précis d'un circuit de randonnée (horaires des transports, description des voies, des points dignes de visite, des points de repos et auberges, etc.) dont s'empareront autochtones et touristes. En 1897, il fonde ainsi l'association des Excursionnistes marseillais qui organise des randonnées et assure la promotion des brochures. En 1902, il sera l'un des cofondateurs du Syndicat d'initiative de Marseille. La même année, il se met à commercialiser des cartes postales illustrées de photographies de paysages provençaux, dont son contemporain Dominique Piazza est l'inventeur. 
Paul Ruat se consacre aussi à la défense et à la promotion de la langue et de la littérature provençales. En 1897, il édite Li Cant dou Terraire de Charloun Rieu. Viennent ensuite La Cuisinière provençale de J.-B. Reboul et Le Jardinier provençal de E. Gueidan, devenus des ouvrages de référence dans leurs domaines respectifs. 
En 1898, Paul Ruat fonde la Revue de Provence ; et, en 1899, il adhère au Félibrige. Il écrit lui-même en provençal, notamment son autobiographie "Aprendissage de la vido" en 1910, dont le prochain volume sera Vieure sa vido en 1920 et donne des cours de littérature provençale. Paul Ruat cède cette revue, devenue la Revue de Provence et de langue d'oc, au félibre Edmond Lefèvre en 1909. En 1913, il sera lauréat aux Jeux floraux septennaires du Félibrige ; en 1918, il devient majoral (cigalo de l'Arc de Sedo). 
En 1914, il cède sa librairie, dont il a fait une maison d'édition, conjointement à son gendre Augustin Tacussel, veuf de sa fille unique Berthe Ruat, morte en décembre 1913, et à son ancien fondé de pouvoirs Eugène Lombard.
En 1917, Paul Ruat crée un cours de formation à la profession de libraire à la Chambre de commerce de Marseille, sans doute un des premiers du genre. 
Il est également tambourinaire.
Il meurt le 10 décembre 1938 à La Valentine, quartier du 11e arrondissement de Marseille.

## Hommages
- La maison d'édition Tacussel lui rend un hommage constant.
- Les excursionnistes Marseillais ont construit en un refuge qui porte son nom, dans le massif de la Sainte Baume